# Gmina Łanięta
Die Gmina Łanięta ist eine Landgemeinde im Powiat Kutnowski der Woiwodschaft Łódź in Polen. Ihr Sitz ist das gleichnamige Dorf (deutsch Lanieta, 1943–1945 Laningen).

## Gliederung
Zur Landgemeinde Łanięta gehören 13 Dörfer mit einem Schulzenamt:
| Anielin Chrosno Juków Kąty Łanięta | Nowe Budy Rajmundów Suchodębie Świeciny | Witoldów Wilkowia Wola Chruścińska Zgoda |

Weitere Ortschaften der Gemeinde sind:
| Bronisławów Chruścinek Franciszków Kliny Klonowiec Wielki | Lipie Marianów Nutowo Pomarzany | Ryszardów Stare Budy Suchodębie PGR Świecinki |